# Невё, Жинетт
Жине́тт Невё (фр. Ginette Neveu; 11 августа 1919, Париж — 28 октября 1949) — французская скрипачка.

## Биография
Невё родилась в музыкальной семье, первые уроки игры на скрипке получила от матери. В семь лет состоялся её дебют в Париже с оркестром под управлением Габриэля Пьерне. Окончив в 11 лет Парижскую консерваторию, где её наставниками были Жюль Бушри и Марсель Шайи, Невё продолжила совершенствовать своё мастерство сначала у Джордже Энеску, затем — у Карла Флеша. В 1932 году получила четвёртую премию Венского конкурса скрипачей, в 1935 году получила мировую известность, выиграв конкурс скрипачей имени Венявского в Варшаве, оставив на втором месте Давида Ойстраха. С этого времени началась её сольная карьера. Большим успехом пользовались концерты Невё в Польше, Германии (1935), СССР (1936), США и Канаде (1937). Начавшаяся Вторая мировая война прервала её выступления, но уже в 1945 году состоялся её первый концерт в Лондоне. Два года спустя Невё выступала с концертами в США и Южной Америке, везде имея большой успех. 28 октября 1949 года самолёт компании Air France, на котором она вместе с братом Жан-Полем совершала очередной перелёт из Парижа в США, разбился на Азорских островах. Из 48 пассажиров, находившихся на борту (среди них был и боксер Марсель Сердан), не выжил никто.
Похоронена на кладбище Пер-Лашез.

## Творчество
Игру Невё отличали высокая виртуозность и чувство стиля. Несмотря на очень короткую творческую карьеру, музыкальные критики признавали её одной из талантливейших исполнительниц своего времени.
Среди исполненных Невё произведений — концерты для скрипки с оркестром Брамса и Сибелиуса, а также сочинения Рихарда Штрауса, Дебюсси, Шоссона, Равеля. Памяти Невё посвящена соната для скрипки и фортепиано Франсиса Пуленка. Ряд записей, сделанных ей в послевоенные годы, выпущен в 1990-е годы на компакт-дисках.